# Batos (mitologia)
Batos (en grec antic Βάττος) va ser, segons la mitologia grega, un vell pastor que vivia a la Serra de Menalos.
La seva història comença quan Hermes, aprofitant que Apol·lo estava distret observant Himeneu, el fill de Magnes, del qual estava enamorat, va adormir els gossos que cuidaven el ramat d'Apol·lo i en va sostreure dotze vedelles, cent vaques i un toro que muntava les vaques. A la cua de cada bèstia hi va lligar unes branques perquè no en quedés rastre a terra. Les va conduir a través d'Acaia, la Lòcrida, Beòcia i Megàrida, i des d'allà travessà el golf de Corint i Larissa fins a Tegea, i d'allà va anar a la serralada de Menalos. Parà en un lloc anomenat la Miranda de Batos, on vivia el pastor. Quan Batos va sentir els bramuls del ramat va sortir a veure què era. Va entendre que els animals eren robats i va exigir una recompensa a Hermes per no delatar el robatori. Hermes es va comprometre a donar-li una recompensa si no parlava amb ningú d'aquell fet. Hermes amagà les vaques dins d'una cova i va canviar el seu aspecte, presentant-se davant de Batos, per comprovar si el pastor podria mantenir-se fidel al seu jurament. Va oferir-li a Batos una túnica per contestar si havia vist passar un ramat de vaques per aquelles contrades. Batos va acceptar l'obsequi i li explicà on les podia trobar. Hermes, indignat, el va colpejar amb el seu bastó d'or i Batos es transformà en una roca, que tan aviat es gelava com s'escalfava enormement. Els que passen per aquell indret coneixen la roca i la Miranda de Batos.